# Gonomyia simplex
Gonomyia simplex là một loài ruồi trong họ Limoniidae. Chúng phân bố ở miền Cổ bắc.